# Herrens himmelsfärds kyrka, Kamenica
Herrens himmelsfärds kyrka (serbisk kyrilliska: Црква Вазнесења Господњег; latinska: Crkva Vaznesenja Gospodnjeg) är en serbisk-ortodox kyrkobyggnad belägen i byn Kamenica, i staden Kragujevac i den statistiska regionen Šumadija och västra Serbien, i Serbien.
Kyrkan är helgad åt Kristi himmelsfärd och tillhör det serbisk-ortodoxa stiftet Žičas stift.

## Historik
Herrens himmelsfärds kyrka i Kamenica byggdes under ledning av Miomir Pljakić och den invigdes år 2016 av biskop Justinus av Žiča.

## Bilder

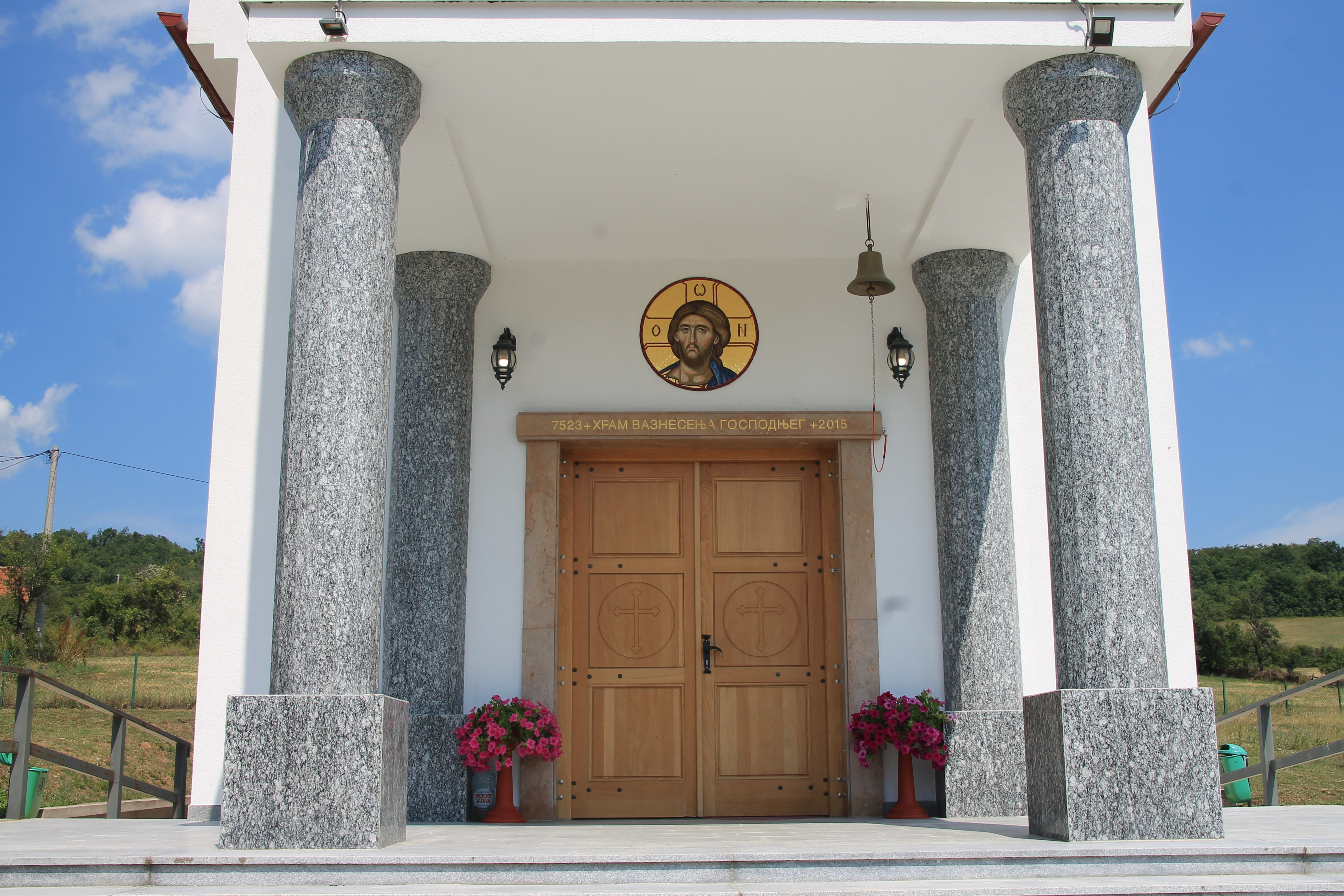
Ingången.
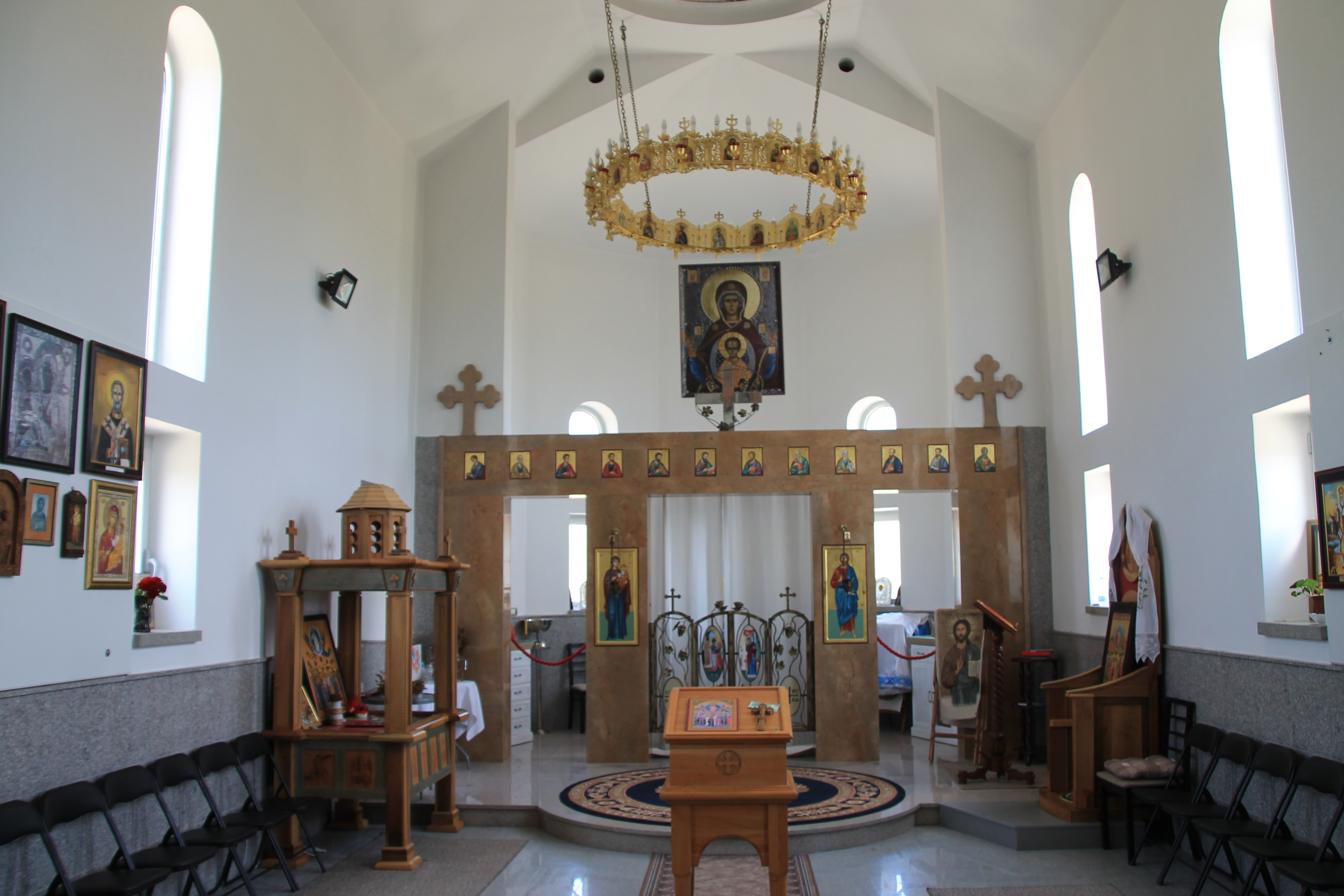
Kyrkans interiör mot ikonosatsen.
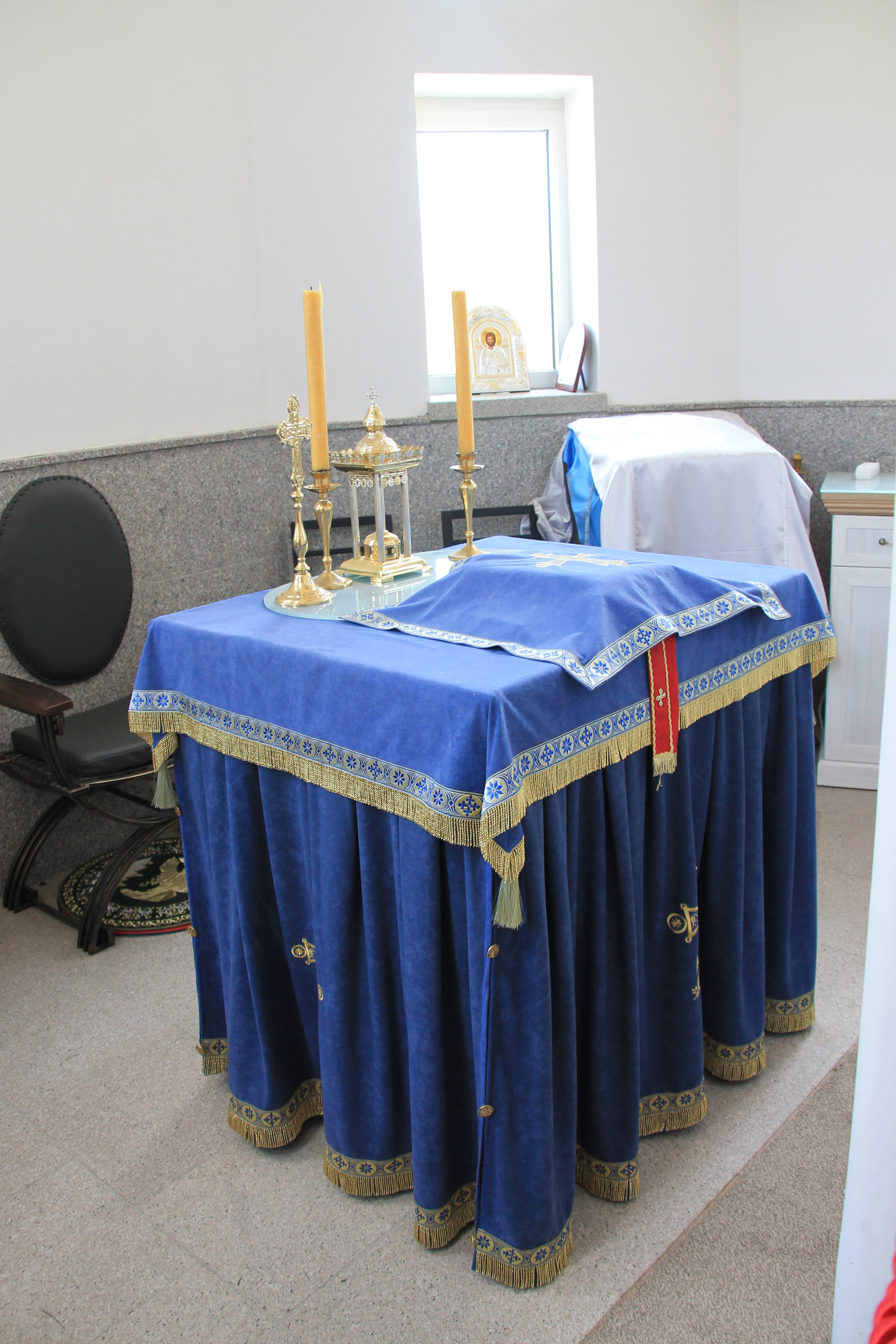
Altaret.
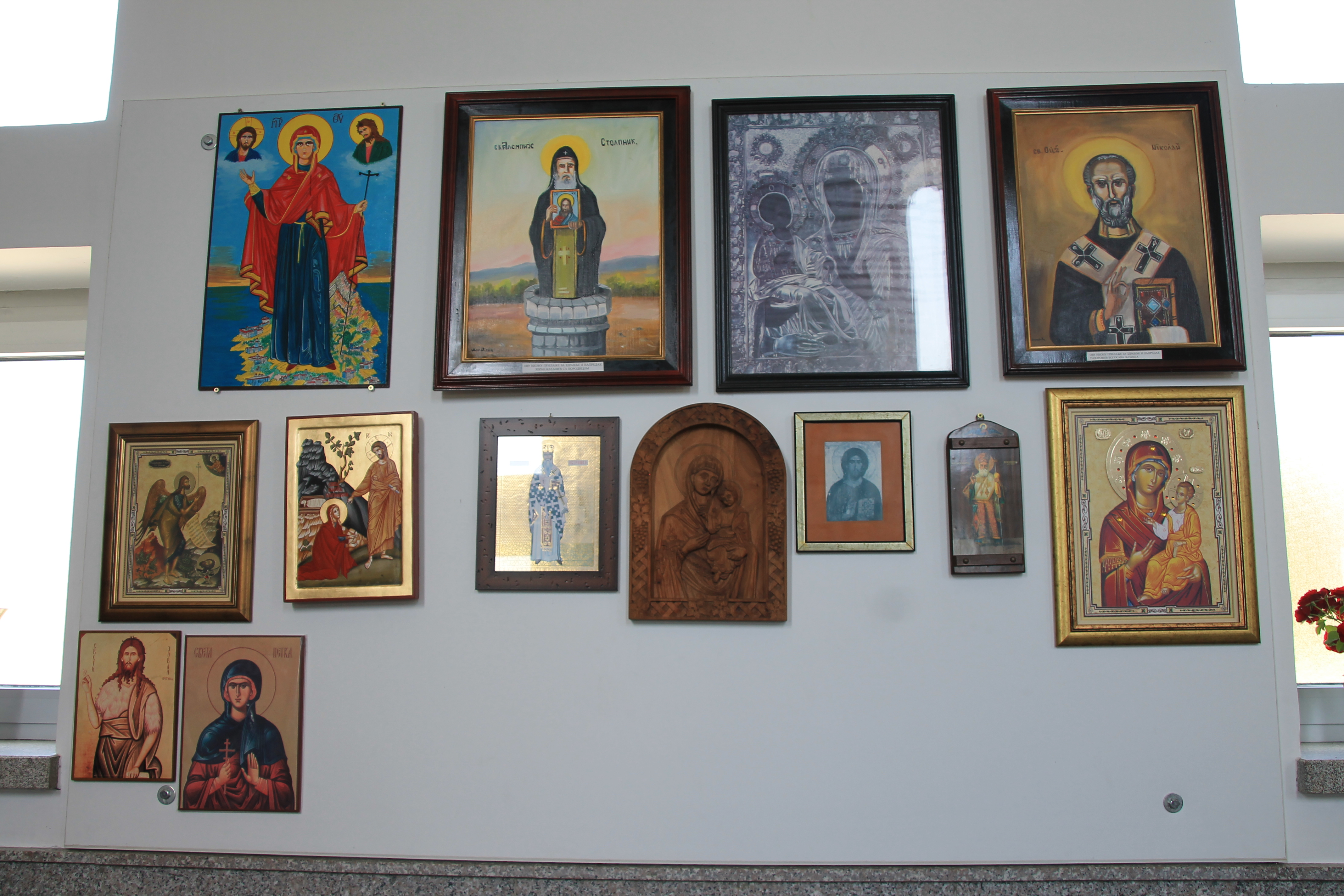
Ikoner.